# 10178 Iriki
A 10178 Iriki (ideiglenes jelöléssel 1996 DD) a Naprendszer kisbolygóövében található aszteroida. Kobajasi Takao fedezte fel 1996. február 18-án.